# Juncheng (köpinghuvudort i Kina, Hebei Sheng, lat 38,93, long 114,70)
Juncheng är en köpinghuvudort i Kina. Den ligger i provinsen Hebei, i den norra delen av landet, omkring 180 kilometer sydväst om huvudstaden Peking. Antalet invånare är 21 732. Befolkningen består av 10 672 kvinnor och 11 060 män. Barn under 15 år utgör 22,0 %, vuxna 15-64 år 69 %, och äldre över 65 år 7,0 %.
Runt Juncheng är det tätbefolkat, med 383 invånare per kvadratkilometer. Närmaste större samhälle är Lingshan, 16,7 km söder om Juncheng. Trakten runt Juncheng består till största delen av jordbruksmark.
Genomsnittlig årsnederbörd är 675 millimeter. Den regnigaste månaden är juli, med i genomsnitt 200 mm nederbörd, och den torraste är januari, med 3 mm nederbörd.